# Petr Bezruč
Petr Bezruč (egentligen Vladimír Vašek) född 15 september 1867 i Troppau, död 17 februari 1958 i Kostelec na Haně, var en tjeckisk författare.
Asteroiden 3096 Bezruč är uppkallad efter honom.